# Карпилівська сільська рада (Козелецький район)
Карпи́лівська сільська́ ра́да — адміністративно-територіальна одиниця та орган місцевого самоврядування в Козелецькому районі Чернігівської області. Адміністративний центр — село Карпилівка.

## Загальні відомості
- Населення ради: 2 056 осіб (станом на 2001 рік)

## Населені пункти
Сільській раді були підпорядковані населені пункти:
- с. Карпилівка
- с. Виповзів
- с. Лутава

## Склад ради
Рада складалася з 16 депутатів та голови.
- Голова ради: Протченко Іван Іванович
- Секретар ради: Юрченко Валентина Іванівна

### Керівний склад попередніх скликань
| Прізвище, ім'я, по батькові | Основні відомості                                                         | Дата обрання | Дата звільнення |
| --------------------------- | ------------------------------------------------------------------------- | ------------ | --------------- |
| Протченко Іван Іванович     | Сільський голова, 1961 року народження, освіта вища                       | 26.03.2006   | 31.10.2010      |
| Протченко Іван Іванович     | Сільський голова, 1961 року народження, освіта вища, член Партії регіонів | 31.10.2010   |                 |

Примітка: таблиця складена за даними сайту Верховної Ради України

### Депутати
За результатами місцевих виборів 2010 року депутатами ради стали:

#### За суб'єктами висування
| Суб'єкт висування                                       | Кількість обраних депутатів | %    |
| ------------------------------------------------------- | --------------------------- | ---- |
| Партія регіонів                                         | 9                           | 56,3 |
| Політична партія Всеукраїнське об'єднання «Батьківщина» | 5                           | 31,3 |
| Самовисування                                           | 1                           | 6,3  |
| Соціалістична партія України                            | 1                           | 6,3  |

#### За округами
| № округу                                                | Прізвище, ім'я, по батькові     | Дата визнання обраним | Освіта  | Партійна приналежність                        | Відомості про обраного депутата                         |
| ------------------------------------------------------- | ------------------------------- | --------------------- | ------- | --------------------------------------------- | ------------------------------------------------------- |
| Партія регіонів                                         |                                 |                       |         |                                               |                                                         |
| 1                                                       | Приходьон Михайло Володимирович | 01.11.2010            | вища    | член Партії регіонів                          | Карпилівська ветеринарна лікарня, ветеринарний лікар    |
| 2                                                       | Приходьон Володимир Михайлович  | 01.11.2010            | середня | член Партії регіонів                          | Карпилівська ветеринарна лікарня, завідувач             |
| 5                                                       | Овсяник Микола Іванович         | 01.11.2010            | середня | член Партії регіонів                          | пенсіонер                                               |
| 8                                                       | Шинкаренко Раїса Олександрівна  | 01.11.2010            | середня | член Партії регіонів                          | фельдшерсько-акушерський пункт с. Карпилівка, завідувач |
| 11                                                      | Смоляр Олександр Іванович       | 01.11.2010            | середня | член Партії регіонів                          | Остерський держлісгосп, лісничий                        |
| 12                                                      | Ярошенко Ніна Федорівна         | 01.11.2010            | середня | член Партії регіонів                          | пенсіонер                                               |
| 13                                                      | Кузьміна Інна Григорівна        | 01.11.2010            | середня | член Партії регіонів                          | фельдшерсько-акушерський пункт с. Виповзів, завідувач   |
| 14                                                      | Росохацький Володимир Петрович  | 01.11.2010            | середня | член Партії регіонів                          | Остерський держісгосп, робітник                         |
| 15                                                      | Шинкаренко Олена Петрівна       | 01.11.2010            | середня | член Партії регіонів                          | фельдшерсько-акушерський пункт с. Лутава, завідувач     |
| Політична партія Всеукраїнське об'єднання «Батьківщина» |                                 |                       |         |                                               |                                                         |
| 3                                                       | Плакса Наталія Іванівна         | 01.11.2010            | середня | член Всеукраїнського об'єднання «Батьківщина» | Карпилівська загальноосвітня школа, завгосп             |
| 4                                                       | Протченко Інна Іванівна         | 01.11.2010            | середня | член Всеукраїнського об'єднання «Батьківщина» | Карпилівська сільська рада, землевпорядник              |
| 7                                                       | Шишенок Любов Василівна         | 01.11.2010            | середня | член Всеукраїнського об'єднання «Батьківщина» | пенсіонер                                               |
| 10                                                      | Зубковський Петро Іванович      | 01.11.2010            | середня | член Всеукраїнського об'єднання «Батьківщина» | пенсіонер                                               |
| 16                                                      | Юрченко Валентина Іванівна      | 01.11.2010            | середня | член Всеукраїнського об'єднання «Батьківщина» | Карпилівська сільська рада, секретар                    |
| Соціалістична партія України                            |                                 |                       |         |                                               |                                                         |
| 6                                                       | Вербова Тетяна Володимирівна    | 01.11.2010            | середня | член Соціалістичної партії України            | тимчасово не працює                                     |
| Самовисування                                           |                                 |                       |         |                                               |                                                         |
| 9                                                       | Козак Микола Петрович           | 01.11.2010            | середня | позапартійний                                 | тимчасово не працює                                     |